# تام گریو
تام گریو (انگلیسی: Tom Grieve؛ ۷ ژوئیه ۱۸۷۵ – ۲۸ نوامبر ۱۹۴۸) فوتبالیست اهل بریتانیا بود.
از باشگاه‌هایی که در آن بازی کرده‌است می‌توان به باشگاه فوتبال برنتفورد، باشگاه فوتبال گیلینگام، باشگاه فوتبال آرسنال، باشگاه فوتبال واتفورد، و باشگاه فوتبال برایتون اند هوو آلبیون اشاره کرد.